# Bass czerwonooki
Bass czerwonooki (Ambloplites rupestris) – gatunek ryby z rodziny bassowatych.

## Występowanie
Ameryka Północna od Rzeki Św. Wawrzyńca, Wielkich Jezior i stanu Saskatchewan w Kanadzie po stany Missouri, Alabama i Georgia w USA. Introdukowany w Europie.
Żyje w zarośniętych partiach mniejszych i większych rzek oraz wśród kamieni i roślinności w przybrzeżnych partiach jezior. W Europie powszechny w wodach stojących. Preferuje temperatury 10–29 °C.

## Cechy morfologiczne
Osiąga średnio 15 cm długości (maksymalnie 43 cm i 1,360 kg masy ciała). W kręgosłupie ma 29–32 kręgi. Wzdłuż linii bocznej 31–56 łusek. W płetwie grzbietowej 10–13 twardych i 11–13 miękkich promieni; w płetwie odbytowej 5–7 twardych i 9–11 miękkich promieni. W płetwach piersiowych 12–14 promieni; w płetwach brzusznych 1 twardy i 5 miękkich promieni.
Ubarwienie ciała oliwkowozielone. Tęczówka czerwona.

## Odżywianie
Zjada niewielkie skorupiaki, owady i ryby.

## Rozród
W Europie dojrzewa płciowo w wieku 2–3 lat i trze się od IV do VII. Samiec buduje gniazdo w postaci dołka w piasku bądź żwirze w płytkiej wodzie. Samiec morze kopulować z kilkoma samicami, które składają ikrę do jego gniazda. Samiec opiekuje się ikrą i wylęgiem. Żyje do 18 lat.

## Znaczenie
Łowiony przez wędkarzy; hodowany w akwariach.